# شعبه
شعبه روستایی از توابع بخش جنگل شهرستان رشتخوار در استان خراسان رضوی ایران است.

## جمعیت
این روستا در دهستان شعبه قرار دارد و براساس سرشماری مرکز آمار ایران در سال ۱۳۸۵، جمعیت آن ۷۶۰ نفر (۲۰۱خانوار) بوده‌است.